# Erick Almonte
Erick Almonte (né le 1er février 1978 à Saint-Domingue, République dominicaine) est un joueur des Ligues mineures et des Ligues majeures de baseball sous contrat avec les Brewers de Milwaukee.
Il est un ancien joueur des Hokkaido Nippon Ham Fighters de la NPB, la ligue majeure du Japon.
Son frère aîné Héctor Almonte est un lanceur des Ligues majeures.

## Carrière
Erick Almonte signe son premier contrat professionnel en 1996 avec les Yankees de New York. Il fait ses débuts dans les majeures avec cette équipe le 4 septembre 2001, remplaçant le joueur d'arrêt-court vedette du club, Derek Jeter, blessé. Il réussit dans ce match face au lanceur des Blue Jays de Toronto Chris Carpenter son premier coup sûr au plus haut niveau, et ce à sa première présence au bâton. Almonte ne joue que huit parties en fin de saison 2001 avec les Yankees, au cours desquelles il obtient deux coups sûrs en quatre présences à la plaque et réussit deux buts volés.
Après une année 2002 entièrement jouée en ligue mineure, Almonte fait un séjour de 31 matchs chez les Yankees en 2003. Il maintient une moyenne au bâton de ,260 durant cette séquence avec 26 coups sûrs et 11 points produits.  Le 2 avril, contre Pete Walker des Blue Jays de Toronto, il claque son premier coup de circuit en carrière, qui est aussi le seul qu'il réussit dans l'uniforme des Yankees.
Suivent de nombreuses années où Almonte évolue en ligues mineures ou indépendantes (la Atlantic League en 2006) sans recevoir l'appel d'un club des majeures. Il joue successivement pour des équipes affiliées aux Rockies du Colorado (2004), aux Tigers de Detroit (2007-2008) et aux Brewers de Milwaukee (à compter de 2009). Il passe aussi un an au Japon comme membre des Hokkaido Nippon Ham Fighters de la NPB en 2005.
Les Brewers de Milwaukee, qu'il rejoint le 1er avril 2009, font appel à ses services durant la saison 2011. Au match d'ouverture le 31 mars 2011 à Cincinnati, Almonte dispute sa première partie dans les majeures depuis le 26 septembre 2003.
Le 26 avril 2011, il souffre de symptômes semblables à ceux provoqués par une commotion cérébrale après avoir été atteint au front par une balle lancée par son coéquipier Craig Counsell durant un entraînement. Il est placé sur la liste des blessés sur commotion cérébrale pour sept jours. Il s'agit d'une nouvelle liste de blessés créée en 2011 par la MLB pour réduire les conséquences des traumatismes crâniens chez les athlètes. Almonte est le tout premier joueur à voir son nom apparaître sur cette liste. Il ne joue que 16 matchs pour Milwaukee en 2011 mais frappe pour ,303 de moyenne au bâton en 83 matchs pour les Nashville Sounds, le club-école des Brewers dans la Ligue de la côte du Pacifique.